# Castilia castilla
Castilia castilla är en fjärilsart som beskrevs av Felder 1862. Castilia castilla ingår i släktet Castilia och familjen praktfjärilar. Inga underarter finns listade i Catalogue of Life.